# Ochrocalliope mediobrunnea
Ochrocalliope mediobrunnea är en fjärilsart som beskrevs av Sergius G. Kiriakoff 1960. Ochrocalliope mediobrunnea ingår i släktet Ochrocalliope och familjen tandspinnare. Inga underarter finns listade i Catalogue of Life.